# Vincentia conspersa
Vincentia conspersa är en fiskart som först beskrevs av Carl Benjamin Klunzinger 1872.  Vincentia conspersa ingår i släktet Vincentia och familjen Apogonidae. Inga underarter finns listade i Catalogue of Life.